# Ekaterini P
Die Ekaterini P ist ein 1990 als Rokko Maru in Dienst gestelltes Fährschiff der griechischen Reederei Fast Ferries. Sie wird seit 2012 auf der Strecke von Rafina nach Andros, Tinos und Mykonos eingesetzt.

## Geschichte
Die Rokko Maru entstand unter der Baunummer 2681 in der Werft der Shin Kurushima Dockyard in Aktisu (heute ein Teil von Higashihiroshima) und lief am 9. Februar 1990 vom Stapel. Nach ihrer Ablieferung an die in Osaka ansässige Reederei Kansai Kisen Kaisha im Mai 1990 nahm sie am 5. Juni 1990 den Fährdienst von Kōbe nach Takamatsu auf. Im Dezember 1990 folgte ein Schwesterschiff namens Ikoma Maru.
Nach 9 Jahren im Dienst wurde das Schiff 1999 nach Griechenland verkauft und in Ekaterini P umbenannt. Nach Umbauarbeiten nahm es 2000 für die Reederei Fast Ferries den Betrieb zwischen Igoumenitsa und Korfu auf.
2012 wurde die Ekaterini P in der Salamina Shipyard auf Salamis umgebaut und modernisiert. Seit Juli 2012 steht sie auf der Strecke von Rafina über Andros nach Tinos und Mykonos im Einsatz.